# Mearns (Alberta)
Mearns est un hameau (hamlet) du Comté de Sturgeon, situé dans la province canadienne d'Alberta.